# Бодега (Каліфорнія)
Бодега (англ. Bodega) — переписна місцевість (CDP) в США, в окрузі Сонома штату Каліфорнія. Населення — 211 особа (2020).

## Географія
Бодега розташована за координатами 38°20′56″ пн. ш. 122°58′16″ зх. д. / 38.34889° пн. ш. 122.97111° зх. д. (38.348841, -122.971164).  За даними Бюро перепису населення США в 2010 році переписна місцевість мала площу 7,52 км², уся площа — суходіл.

## Демографія
Згідно з переписом 2010 року, у переписній місцевості мешкало 220 осіб у 117 домогосподарствах у складі 55 родин. Густота населення становила 29 осіб/км².  Було 131 помешкання (17/км²).
Расовий склад населення:
| - 95,0 % — білих - 0,9 % — корінних американців - 0,9 % — азіатів |

До двох чи більше рас належало 3,2 %. Частка іспаномовних становила 4,1 % від усіх жителів.
За віковим діапазоном населення розподілялося таким чином: 11,4 % — особи молодші 18 років, 70,9 % — особи у віці 18—64 років, 17,7 % — особи у віці 65 років та старші. Медіана віку мешканця становила 54,5 року. На 100 осіб жіночої статі у переписній місцевості припадало 94,7 чоловіків;  на 100 жінок у віці від 18 років та старших — 101,0 чоловіків також старших 18 років.
Цивільне працевлаштоване населення становило 173 особи. Основні галузі зайнятості: мистецтво, розваги та відпочинок — 33,5 %, публічна адміністрація — 23,7 %, транспорт — 16,8 %, виробництво — 16,2 %.